# Gigantione moebii
Gigantione moebii är en kräftdjursart som beskrevs av Robby August Kossmann 1881. Gigantione moebii ingår i släktet Gigantione och familjen Bopyridae. Inga underarter finns listade i Catalogue of Life.